# Mordechai Meisel

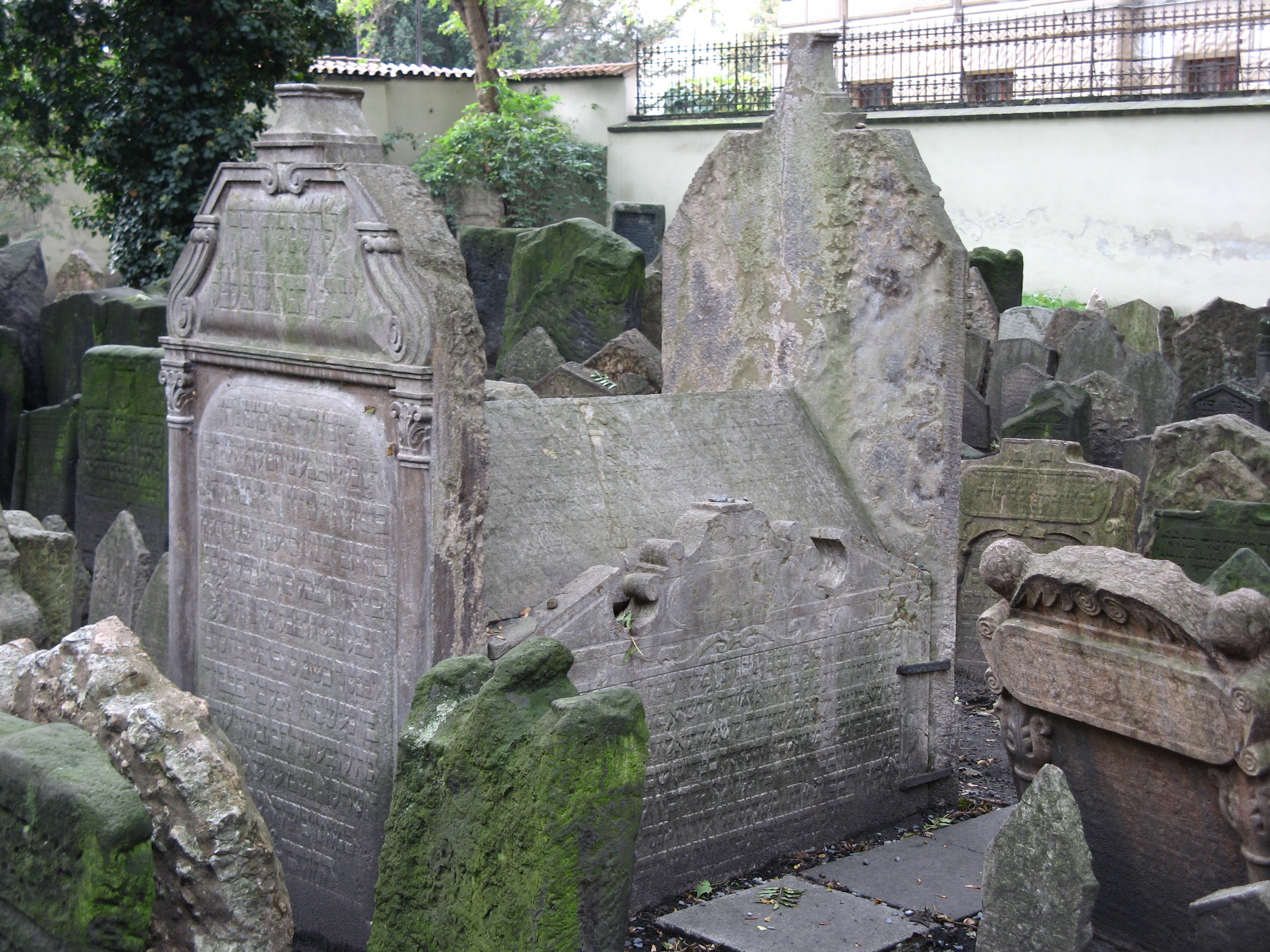
Grabmal von Mordechai Maisel am Alten jüdischen Friedhof in Prag

Mordechaj (Markus) ben Samuel Meisel, auch u. a. Meisl, Maisel, Konír (geboren 1528 in Prag; gestorben 13. März 1601 in Prag) war Hofbankier, Philanthrop und Vorsteher der jüdischen Gemeinde in Prag.

## Leben
Mordechai Meisel entstammte einer weitverzweigten bedeutenden jüdischen Familie, die seit Generationen in Prag ansässig war. Er wurde 1576 Mitglied des Ältestenrates der jüdischen Gemeinde und später deren Primas. In dieser Funktion betätigte er sich als bedeutender Bauherr der Judenstadt (heute Josefstadt) und trug wesentlich zum wirtschaftlichen Aufschwung derselben bei. Meisel war Bankier und Hofjude Kaiser Rudolfs II. und sehr vermögend. Er hatte das Privileg, Gelder gegen Schuldverschreibungen und Verpfändung von Immobilien verleihen zu dürfen, sowie andere Handelsvorrechte. Meisel war zweimal verheiratet, aber kinderlos. Nach seinem Tod wurde er 1601 in der ersten Tumba des Alten jüdischen Friedhofs bestattet. Sein Testament enthielt Verfügungen zugunsten seiner Verwandten in der Höhe von mehr als einer halben Million Gulden, wurde aber vom Fiskus angefochten und beschlagnahmt. Fast 100 Jahre lang wurde um die Erbschaft zwischen den Verwandten und der jüdischen Gemeinde prozessiert.

## Bedeutung
Die kulturgeschichtliche Bedeutung von Mordechai Meisel liegt vor allem in seinem Mäzenatentum. Umstritten ist seine Beteiligung am Bau des Jüdischen Rathauses, sie wird ihm aber der Überlieferung nach zugeschrieben, obwohl sie aus den Dokumenten nicht zu belegen ist. Sicher stiftete er auf eigene Kosten am Rande des Friedhofs ein Spital, eine Mikwe und ein Armenhaus. Der jüdischen Gemeinde schenkte er einen Teil seines Grundbesitzes, um den Friedhof vergrößern zu können. Später ließ er auf eigene Kosten die Straßen der Judenstadt pflastern. 1592 vollendete er den Bau einer eigenen privaten Synagoge, die größer und prächtiger als alle anderen Synagogen der Stadt war, und stattete sie reich mit Ritualgeräten aus. Nach dem ihm 1598 verliehenen Majestätsbrief durfte er dort auch eine „Fahne Davids“ führen, wie sie in der Altneu-Synagoge bestand. Jene Synagoge wurde nach ihrem Erbauer Maisel-Synagoge genannt, in ihr befindet sich eine Gedenktafel in hebräischer und deutscher Sprache, die an ihn erinnert. Außerdem verwendete er sich für den Loskauf jüdischer Gefangener, für die Unterstützung von Armen und gewährte notleidenden auswärtigen Gemeinden zinslose Darlehen, er unterstützte die Talmudschule und die Prager Beerdigungsbruderschaft.
Mordechai Meisel ist auch eine der Figuren in dem Roman Nachts unter der steinernen Brücke (1953) von Leo Perutz, in dem es über ihn heißt: Die Juden sagen von ihm, wenn die ganze Stadt ein schwarzes Jahr hat, so ist das seine in Milch gekocht.
Ein Nachfahre ist der österreichische Autor und Journalist Lucian O. Meysels.